# Aigle Azur
Aigle Azur was een Franse luchtvaartmaatschappij met een thuisbasis in Parijs. Het is de oudste particuliere luchtvaartmaatschappij van het land. Aigle Azur vloog aanvankelijk in Frankrijk en op Algerije. Later werden meerdere bestemmingen in Afrika toegevoegd. In 2018 begon de luchtvaartmaatschappij met langeafstandsvluchten, naar Peking en São Paulo.
Op 2 september 2019 vroeg het bedrijf faillissement aan.

## Vloot
De vloot van Aigle Azur bestond in juli 2016 uit de volgende vliegtuigen:
- Airbus A319-100 (3 stuks)
- Airbus A320-200 (7 stuks)